# Maurice Astruc
Pour les articles homonymes, voir Astruc.
Maurice Astruc était un maître affineur français, salarié du groupe Lactalis, occupant un poste d'affineur au sein de la filiale Société. Il était spécialisé dans l'affinage du roquefort. Il est né le 3 avril 1938 à Saint-Geniez-d'Olt, et mort dans ce même village le 13 avril 2012,. Il est connu des téléspectateurs pour avoir été de 1979 à 2004 l'égérie de la marque commerciale Société dans de nombreux spot publicitaires .